# Башано
Баша̀но (на италиански: Basciano) е село и община в Южна Италия, провинция Терамо, регион Абруцо. Разположено е на 388 m надморска височина. Населението на общината е 2449 души (към 2010 г.).